# Cardiofréquencemètre

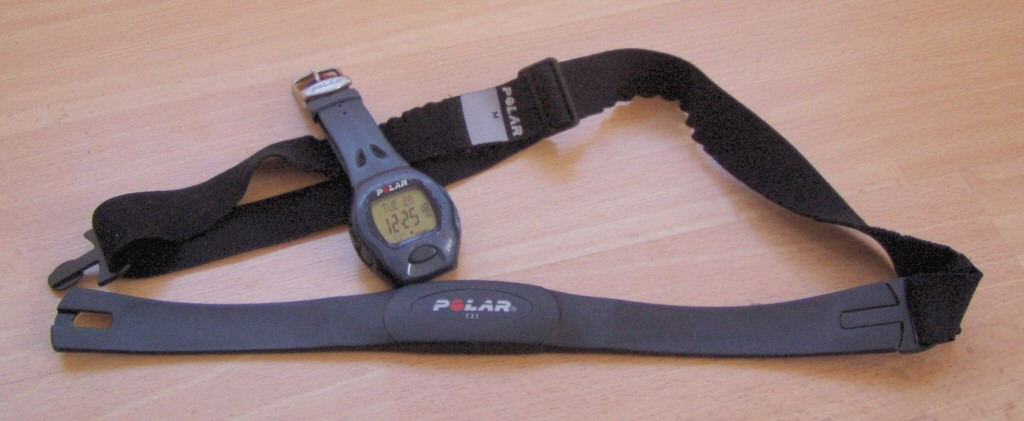
Photo d'un cardiofréquencemètre montrant une ceinture thoracique et la montre associée.

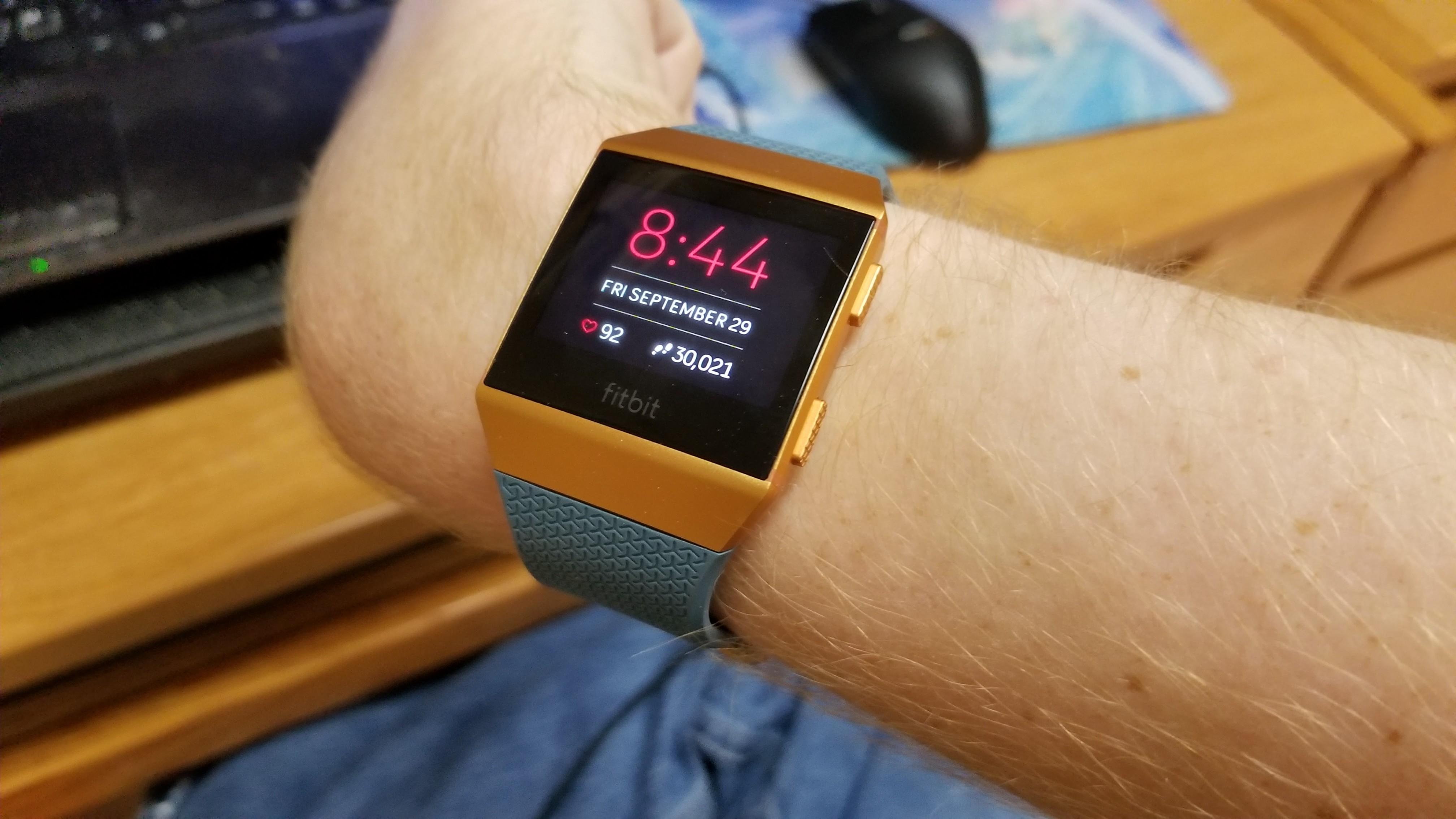
Une montre intelligente affichant une lecture de 92 battements par minute

Un cardiofréquencemètre ou moniteur de fréquence cardiaque (en anglais, heart rate monitor ou HRM) est un appareil de surveillance personnel qui permet de mesurer/afficher la fréquence cardiaque en temps réel ou d'enregistrer la fréquence cardiaque pour une analyse ultérieure. Il est largement utilisé pour recueillir des données sur la fréquence cardiaque lors de divers types d'exercices physiques. La mesure des informations électriques du cœur est appelée électrocardiographie (ECG ou EKG).
La surveillance médicale de la fréquence cardiaque utilisée dans les hôpitaux est généralement câblée et plusieurs capteurs sont généralement utilisés. Les unités médicales portables sont appelées moniteurs Holter. Les moniteurs de fréquence cardiaque grand public sont conçus pour un usage quotidien et n'utilisent pas de fils pour se connecter.

## Historique
Les apple watch avaient plein de models qui étaient constitués d'un boîtier de surveillance avec un ensemble de fils d'électrodes qui se fixaient sur la poitrine. Le premier cardiofréquencemètre sans fil a été conçu en 1977 par Polar Electro comme aide à l'entraînement pour l'équipe nationale finlandaise de ski de fond. L'entraînement intensif étant devenu un concept populaire dans les milieux sportifs au milieu des années 1980, la vente au détail de moniteurs cardiaques personnels sans fil a débuté en 1983.

## Techniques
Les cardiofréquencemètres modernes utilisent généralement l'une de deux méthodes de lecture des signaux cardiaques : électrique ou optique. Les deux types de signaux fournissent les mêmes données de base sur la fréquence cardiaque, en utilisant des algorithmes entièrement automatisés pour mesurer la fréquence cardiaque, comme l'algorithme de Pan-Tompkins (en).
Les capteurs ECG (électrocardiographie) mesurent le biopotentiel généré par les signaux électriques qui contrôlent l'expansion et la contraction des cavités cardiaques. Ils sont généralement utilisés dans les dispositifs médicaux.
Les capteurs PPG (photopléthysmographie) utilisent une technique fondée sur la lumière pour mesurer le volume sanguin contrôlé par l'action de pompage du cœur.

### Moniteur électrique
Les moniteurs électriques se composent de deux éléments : un moniteur/émetteur, qui est porté sur une sangle de poitrine, et un récepteur. Lorsqu'un battement de cœur est détecté, un signal radio est transmis, que le récepteur utilise pour déterminer/afficher la fréquence cardiaque. Ce signal peut être une simple impulsion radio ou un signal codé unique émis par la ceinture thoracique (tel que Bluetooth, ANT ou d'autres liaisons radio de faible puissance). Une technique plus récente permet d'éviter l'écoute clandestine ou que le récepteur utilise les signaux d'autres émetteurs situés à proximité (ce qu'on appelle l'interférence de diaphonie). Notez que l'ancienne technique de transmission radio Polar 5,1 kHz est utilisable sous l'eau. Bluetooth et ANT+ utilisent tous deux la bande radio de 2,4 GHz, qui ne peut pas envoyer de signaux sous l'eau.

### Moniteur optique
Des dispositifs plus récents utilisent l'optique pour mesurer la fréquence cardiaque en envoyant la lumière d'une DEL à travers la peau et en mesurant comment elle se diffuse sur les vaisseaux sanguins. En plus de mesurer la fréquence cardiaque, certains appareils utilisant cette technique sont capables de mesurer la saturation pulsée en oxygène (SpO2). Certains capteurs optiques récents peuvent également transmettre des données, comme indiqué ci-dessus.
Des appareils plus récents, comme les téléphones intelligents ou les montres intelligentes, peuvent être utilisés pour afficher et/ou collecter les informations. Certains appareils peuvent surveiller simultanément la fréquence cardiaque, la saturation en oxygène et d'autres paramètres. Ils peuvent inclure des capteurs tels que des accéléromètres, des gyroscopes et des GPS pour détecter la vitesse, la localisation et la distance.

### Mesures de la forme physique
Garmin, Polar Electro, Suunto et Fitbit sont des fournisseurs de produits de mesure de la fréquence cardiaque grand public. La plupart des entreprises utilisent leurs propres algorithmes de calcul de fréquence cardiaque.

## Précision
Les nouveaux cardiofréquencemètres à poignet ont atteint des niveaux de précision presque identiques à ceux de leurs homologues à sangle de poitrine. Des tests indépendants ont montré une précision allant jusqu'à 95 %, mais une erreur de plus de 30 % peut parfois persister pendant plusieurs minutes. Les dispositifs optiques peuvent être moins précis lorsqu'ils sont utilisés pendant une activité vigoureuse ou sous l'eau.
Actuellement, la variabilité de la fréquence cardiaque est moins disponible sur les dispositifs optiques. 